# La quinta esencia
La quinta esencia è il quinto album in studio del gruppo musicale spagnolo WarCry, pubblicato nel 2006.

## Tracce
1. ¡Que vengan ya! - 4:14
2. Ulises - 5:28
3. Tu Recuerdo me Bastará - 4:43
4. La Vieja Guardia - 4:29
5. Un Poco de Fe - 5:21
6. El más Triste Adiós - 5:31
7. Buscando Una Luz - 5:04
8. Ha Pasado Su Tiempo - 4:03
9. Redención - 4:56
10. Mirando al Mar - 7:18
11. Más Allá - 4:53

## Formazione
- Víctor García - voce
- Fernando Mon - chitarra
- Pablo García - chitarra
- Roberto García - basso
- Manuel Ramil - tastiera
- Alberto Ardines - batteria